# Grande Prêmio de Dallas
O Grande Prêmio de Dallas foi uma prova de Fórmula 1 que foi disputada apenas uma vez, em 1984. A corrida foi disputada no Circuito de Fair Park, em Dallas, EUA.

## Vencedores do GP de Dallas
| Ano     | Piloto       | Construtor     | Local     | Resumo   |
| ------- | ------------ | -------------- | --------- | -------- |
| 1984    | Keke Rosberg | Williams-Honda | Fair Park | Detalhes |
| Fontes: |              |                |           |          |